# Setge de Zadar (1345-1346)
El setge de Zadar (12 d'agost de 1345 – 21 de desembre de 1346) va ser un setge i posterior ocupació de la ciutat de Zadar, ciutat costanera croata situada a la Dalmàcia, per part de la República de Venècia. El setge va consistir en un seguit d'atacs venecians combinats per terra i mar, amb diverses batalles i operacions individuals contra els ciutadans de Zadar, els quals rebutjaven la suzerania veneciana i demanaven autonomia. Tot i rebre ajuda militar del rei hongarès Lluís el Gran, Zadar no va poder resistir el setge i va acabar essent derrotada.

## Antecedents
Els venecians dominaven la ciutat de Zadar des de la seva conquesta en 1202 durant la Quarta Croada.
El setge es va produir a conseqüència de les complexes relacions polítiques que, en el transcurs d'un llarg període, havien existit entre la ciutat de Zadar i la República de Venècia, així com pel canvi de política adoptada pel dirigent croat-hongarès, després que el jove Lluís ascendís al tron el 1342. El rei desitjava mantenir el control complet del regne de Croàcia, incloses les ciutats i els pobles de la Dalmàcia, la majoria dels quals es trobaven en mans dels venecians.
Els ciutadans de Zara es van revoltar contra el domini de la Serenissima Repubblica el 1344, sol·licitant l'ajuda del rei Lluís, qui va llençar dues campanyes militars al sud de Croàcia, la primera el setembre de 1344, i la segona el juliol de 1345, però no va aconseguir trencar el bloqueig, i els venecians, que van decidir protegir els seus interessos a la Dalmàcia, van reunir un exèrcit d'entre 20.000 i 25.000 homes que van enviar l'estiu del 1345 a l'àrea de Zadar. Els italians disposaven d'una flota i un exèrcit terrestre, mentre el rei Lluís, només dirigia forces terrestres.

## El setge
El 12 d'agost de 1345 els venecians van començar a assetjar la ciutat i els castells circumdants. L'exèrcit de terra va ser comandat per Marco Giustiniani mentre que les forces marines estaven sota el comandament de Pietro de Canale. El setge consistia en moltes operacions, moviments, batalles i altres activitats militars separades, que es poden dividir en tres fases.
La primera fase va finalitzar a finals de gener de 1346 després de la retirada sense combatre del novembre de 1345 del governador d'Eslavònia Nicholas Alsólendvai i amb la ruptura de la cadena portuària dels venecians que, des del començament del setge, impedien que les galeres venecianes entrar al port de Zadar. La ruptura va permetre als assetjadors apropar-se a les muralles i controlar els moviments de les naus de Zadar. Mentrestant, Pietro Civrano va assumir el comandament suprem de les forces venecianes com capitaneus generalis.
La segona fase va ser marcada per l'entrada al conflicte de l'exèrcit del rei Lluís el Gran. A finals de la primavera, les forces del rei van atacar la fortalesa veneciana (bastida) construïda prop de Zadar al començament del setge, però sense èxit. Encara que eren nombrosos (d'acord amb algunes fonts de fins a 100.000 homes), estaven comprimits en l'estret passatge entre la fortalesa i el mar, de manera que no podien apropar-se de manera sòlida com per capturar la fortalesa. A més, estaven sota el foc a ambdós flancs, dels vaixells venecians i dels dispositius balístics a la fortalesa. L'1 de juliol de 1346 es va produir l'atac principal de les forces croato-hongareses, però al final els venecians van vèncer. Lluís va decidir retirar-se i va ordenar que les seves tropes es moguessin cap al nord.
En la tercera fase, els defensors de Zadar es van quedar sols. Estaven escassos d'aliments i aigua i sense noves línies de subministrament, però van lluitar fins a rendir-se el 15 de desembre. Finalment, el 21 de desembre de 1346 van entrar les tropes venecianes a la ciutat i la van ocupar.

## Conseqüències
El 1358 pel tractat de Zadar va passar a Croàcia i Hongria, i en aquest període data la fundació de la Universitat de Zadar, construïda el 1396 pels dominics i que en l'actualitat, és la Universitat més antiga de Croàcia. Després de la mort del rei Lluís el Gran la ciutat va reconèixer com a rei a Segimon i després a Ladislau I de Nàpols, que va vendre la ciutat i els seus drets de Dalmàcia a Venècia el 1409 per cent mil ducats. Des d'ara fins al 1797 tant la ciutat com tota la regió de la Dalmàcia seran territori venecià.